# Auchenisa cerurodes
Auchenisa cerurodes är en fjärilsart som beskrevs av George Francis Hampson 1916. Auchenisa cerurodes ingår i släktet Auchenisa och familjen nattflyn. Inga underarter finns listade i Catalogue of Life.